# Daniele Acconci
Daniele Acconci (* 13. Dezember 1994 in Lido di Ostia) ist ein ehemaliger italienischer Beachvolleyballspieler. Er wurde 2023 australischer Meister.

## Karriere
Der im Vorort von Rom aufgewachsene Sportler war von Oktober 2022 bis einschließlich April 2023 ausschließlich bei nationalen Veranstaltungen in Australien aktiv. Im Herbst wurde er bei fünf Teilnahmen an NBVA-Turnieren mit verschiedenen Partnern zwei Mal Dritter und siegte jeweils einmal mit Radim Mokrohajsky, Declan Tiso und Mateusz Zięba, mit dem er im folgenden Jahr ständig unterwegs war. Die beiden standen bei weiteren neun Events jedes Mal im Finale, das sie sieben Mal als Sieger beendeten. Wichtigste Erfolge waren der Sieg bei der australischen Beachserie in der australischen Hauptstadt im Januar sowie die Landesmeistertitel im März. Die Europäer durften nur mit einer internationalen Wildcard an den Wettbewerben teilnehmen und mussten sich beide Male durch die Qualifikation kämpfen. Nach einem weiteren ersten Platz im April beendete der Italiener seine kurze Karriere.

## Persönliches
Acconci besuchte als Schüler das Liceo Scientifico Statale „A. Pacinotti“. Ab 2013 studierte er an der Sapienza Università di Roma Physik. Er hat zwei Brüder namens Davide Acconci und Andrea Rosi.